# Arphia behrensi
Arphia behrensi är en insektsart som beskrevs av Henri Saussure 1884. Arphia behrensi ingår i släktet Arphia och familjen gräshoppor. Inga underarter finns listade i Catalogue of Life.